# ژول تلیه
ژول تلیر (۱۳ فوریه ۱۸۶۳ - ۲۹ مه ۱۸۸۹) نویسنده ، شاعر و روزنامه نگار فرانسوی بود.

## زندگینامه
ژول تلیر در سال 1882 وارد دانشگاه شد و در شربورگ ، لانگرس ، کنستانتین و مویساک استاد بود (1885-1887). سپس به پاریس رفت و در روزنامه Le Parti national کار کرد .
وی در تاریخ 29 مه 1889 هنگام بازگشت از سفر به الجزایر و اسپانیا ، در بیمارستان تولوز بر اثر بیماری حصبه درگذشت .
موزه هنر مدرن آندره-مالرو در لو هاور دارای نیم تنه ای از ژول تلیر اثر آنتوان بوردل (1895) است.